# Landeszeitung für Mecklenburg und Nachbargebiete
Die Landeszeitung für Mecklenburg und Nachbargebiete war eine Tageszeitung, die in Neustrelitz von 1886 bis 1943/44 mit verschiedenen Titeln erschien.

## Geschichte
Im Oktober 1886 erschien die erste Ausgabe der Mecklenburg-Strelitzschen Landeszeitung in Neustrelitz, der Verleger war Emil Frehse († 1920) in der Barnewitzschen Hofbuchhandlung. Zwischen 1902 und 1905 wurde sie in Landeszeitung für beide Mecklenburg und  Nachbargebiete umbenannt und  1934 in Landeszeitung für Mecklenburg und Nachbargebiete. Die letzte Ausgabe erschien am 31. Dezember 1943/2. Januar 1944.
Die Landeszeitung erschien anfangs viermal wöchentlich, später täglich. Sie berichtete vor allem über Ereignisse in Mecklenburg-Strelitz. 1926 galt sie als Amtliches Publikationsorgan sämtlicher Landesbehörden in Mecklenburg-Strelitz und war daher  verbreitetste Tageszeitung des Landes und wirksamstes Insertionsorgan. In diesem Jahr hatte sie  eine Auflage von 10.800 Exemplaren (bei 12.360 Einwohnern in Neustrelitz). Der erste Herausgeber war Emil Frehse (1886–nach 1906), ein  Redakteur war Paul Weiglin (1904).